# Diecéze Navrongo-Bolgatanga
Diecéze Navrongo–Bolgatanga je římskokatolická diecéze, nacházející se v Ghaně.

## Území
Diecéze zahrnuje celý Horní východní region.
Biskupským sídlem je město Navrongo, kde se nachází hlavní chrám diecéze, Katedrála Panny Marie Sedmibolestné. Ve městě Bolgatanga se nachází konkatedrála Nejsvětějšího Srdce.
Rozděluje se do 24 farností.
Je součástí církevní provincie Tamale.

## Historie
Dne 11. ledna 1926 byla z časti území apoštolského vikariátu Ouagadougou zřízena apoštolská prefektura Navrongo.
Dne 26. února 1934 byla prefektura povýšen na apoštolský vikariát.
Dne 18. dubna 1950 byl vikariát zrušen a jeho území přešlo do diecéze Tamale.
Dne 23. dubna 1956 byla bulou Semper fuit papeže Pia XII. z části území diecéze Keta a diecéze Tamale zřízena diecéze Navrongo. Stala se sufragánou arcidiecéze Cape Coast.
Dne 30. května 1977 byla přejmenována na diecézi Navrongo–Bolgatanga a stala se sufragánou arcidiecéze Tamale.

## Seznam biskupů
- 1926–1948 Oscar Morin, M. Afr.
- 1948–1950 Gerard Bertrand, M. Afr.
  - 1950–1956 vikariát zrušen
- 1957–1973 Gerard Bertrand, M. Afr.
- 1973–1994 Rudolph A. Akanlu
- 1994–2009 Lucas Abadamloora
  - 2009–2011 sede vacante
- od 2011 Alfred Agyenta